# Operatie Backhander
Operatie Backhander was de codenaam voor de Amerikaanse amfibische landing op Kaap Gloucester te Nieuw-Brittannië. De operatie (en het voorafgaand afleidingsmaneuver van operatie Overpower) waren de start van de Slag om Kaap Gloucester die in april 1944 in het voordeel van de geallieerde strijdkrachten werd beslecht. De verovering was een strategisch beslissend moment in de operatie Cartwheel die door een stelselmatige inname van omliggende eilanden de Japanse basis van Rabaul isoleerden en uiteindelijk met operatie Backhander uitschakelden.

## Geschiedenis
Op 26 december 1943 begon de aanval met zware bombardementen op Japanse stellingen. De USAAF wierp circa 2.000 ton bommen af, dat ook nog eens werd ondersteund door flinke beschietingen vanuit zee. Nadat de bombardementen waren afgelopen, landde de 1e Mariniersdivisie onder leiding van generaal-majoor Willam Rupertus. Task Force 76, onder leiding van admiraal Barbey, ondersteunde de eenheid tijdens de landing, die zonder moeilijkheden verliep. Het Japanse garnizoen onder leiding van generaal Matsuda bood weinig weerstand.
De grootste problemen voor de Amerikanen werden veroorzaakt door de moessonregens, het lastige terrein met het oerwoud als belangrijkste obstakel en honderden niet-ontplofte Amerikaanse bommen en granaten. Van de omgeving waren geen kaarten beschikbaar, waardoor de opmars vertraging opliep. De voor de kust liggende landingsvloot werd regelmatig bestook door Zero- en Valbommenwerpers. Zij brachten de torpedobootjager USS Brownson tot zinken.
Ondanks de geringe weerstand van de Japanners, vielen er toch gevoelige verliezen aan Amerikaanse zijde. In het dichtbegroeide oerwoud hadden zich, voornamelijk in bomen, Japanse sluipschutters genesteld, die de Amerikanen onder vuur namen. Naast de tactiek met de sluipschutters, voerden de Japanners de zogenaamde Banzai-aanvallen uit. Deze wanhoopsaanvallen kostten honderden Japanners het leven. Pas op 14 januari 1944 waren de Amerikaanse troepen de baas op het westelijk deel van New Britain en het daarbij behorende vliegveld.